# Майнцька республіка
Майнцька республіка, також Майнцька комуна, Рейнсько-Німецька Вільна Держава (нім. Rheinisch-Deutscher Freistaat) — одна з сестринських республікреволюційної Франції, а також перша демократична держава на території сучасної Німеччини, в якій з часів середньовіччя панували дрібно абсолютиські державні утворення.

## Історія

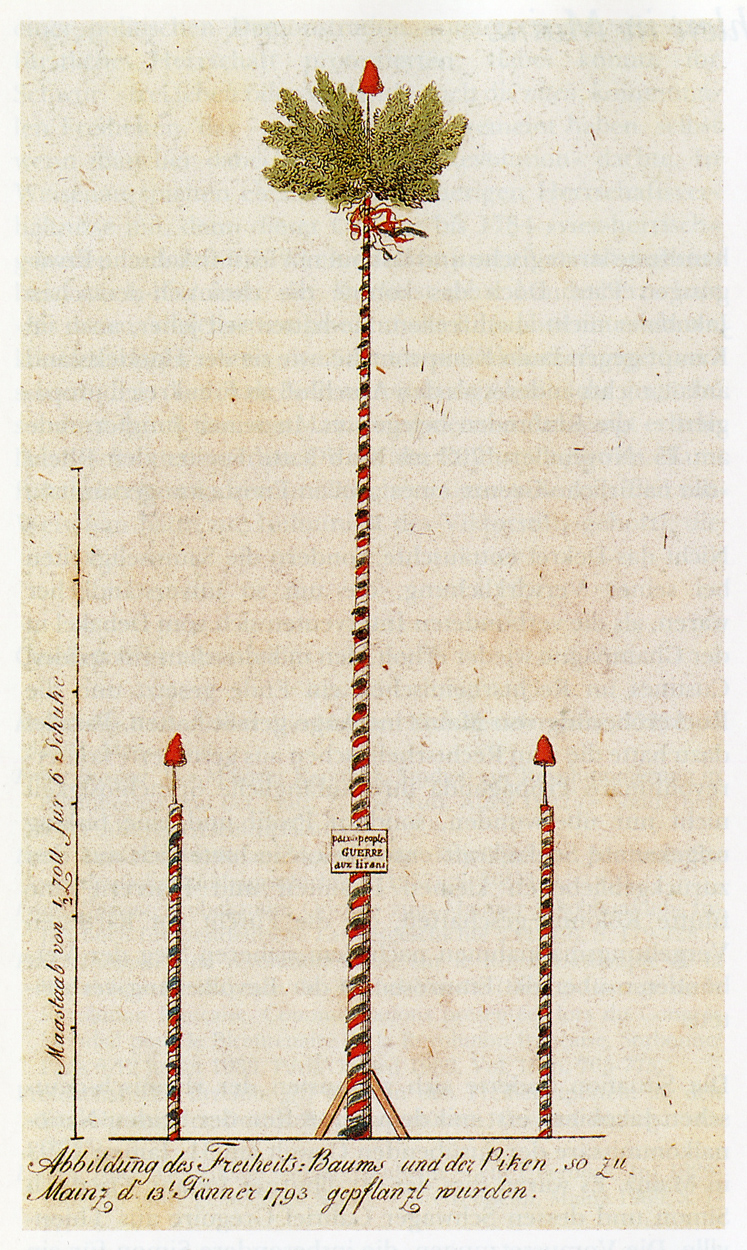
Стовп свободи зведений в Майнці в січні 1793 року

Майнцька республіка з'явилася під впливом ідей Французької революції. Більш того, 21 жовтня 1792 року саме місто Майнц було зайняте французькими революційними військами і швидко перетворилось на центр революційного руху, що супроводжувалось яскравим вираженням міського самоуправління. 23 жовтня в місті з'явилося «Товариство друзів свободи і рівності», яке нагадувало Якобінський клуб. Його лідером був Георг Форстер. Він, а також деякі інші члени суспільства, увійшли до складу нової адміністрації, створеної при безпосередній участі французів.

## Розквіт

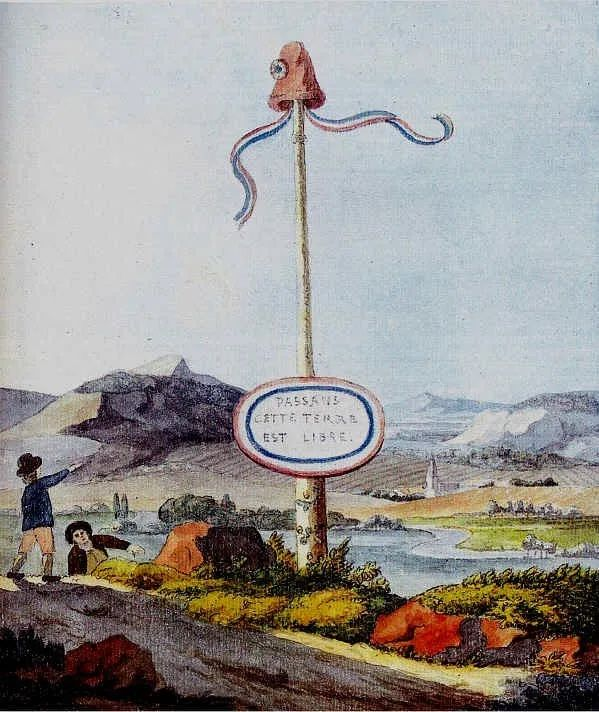
Стовп свободи на франко-люксембурзькому кордоні на річці Мозель. Подібні стовпи також використовувались і в Республіці. На таблиці написано «Passants, cette terre est libre» що перекладається як «Подорожній, ця земля вільна». Акварель намальована Гете.

15 грудня французький Конвент видав у Майнці декрет, проголошуючий суверенітет народу. При цьому також була проведене повна скасування феодальних пережитків і повинностей.
17 березня 1793 року в Майнці відкрився власний Рейнсько-німецький національний Конвент (нім. Rheinisch-Deutscher Nationalkonvent), що позбавив феодалів усіх прав і привілеїв. При цьому територія від Ландау до Бінгена була оголошеною «вільною, незалежною і неподільною державою, заснованою на законах свободи і рівності». І вже 19 березня Конвент провів голосування щодо приєднання Республіки Майнц до Франції. До неї довгий час схилявся прирейнський регіон, хоча французького населення тут практично не було

## Падіння
Незважаючи на це вже 30 березня, коли Республіка Майнц стала частиною Франції, місто оточила армія коаліції реакційно налаштованих європейських держав. Почалася тривала облога Майнца. Французька армія була змушена капітулювати, а війська коаліції відновили владу курфюрста і почали проводити репресії проти так званих «майнцьких клубістів», тобто членів «Товариства друзів свободи і рівності» і активних учасників революційного руху.

## Оцінка
На думку одного з основоположників марксизму, історика Фрідріха Енгельса Майнц був єдиним німецьким містом, що зіграло поважну роль у Французькій революції 1789—1799 років.